# Xa lộ châu Âu E03
Xa lộ châu Âu E03 là một trong một loạt các xa lộ ở châu Âu, một phần của mạng lưới đường quốc tế E Liên Hợp Quốc, chạy từ Cherbourg đến La Rochelle của Pháp.
Toàn tuyến dài 459 km và đi dọc theo các tuyến quốc lộ bên trong nước Pháp. Từ Cherbourg đến Carentan, nó di chuyển dọc theo tuyến đường 13 quốc gia Tại Carentan, nó chuyển qua 174 RN. Sau đó tuyến này chuyển vào đường cao tốc, chủ yếu là A84 (mà nó giao cắt tại giao lộ 40) cho đến khi nó đến Saint-Lô tại giao lộ 16. Sau đó nó lại nhập vào RN, chủ yếu RN 136 ở Rennes cuối cùng trước khi chạy theo dọc theo đường quốc lộ 137 đến đích cuối cùng ở La Rochelle. Nó cũng đến gần ngoại ô của Nantes.